# Maison Kovačević à Gornji Lajkovac
La maison Kovačević à Gornji Lajkovac (en serbe cyrillique : Кућа Ковачевића у Горњем Лајковцу ; en serbe latin : Kuća Kovačevića u Gornjem Lajkovcu) se trouve à Gornji Lajkovac, dans la municipalité de Mionica et dans le district de Kolubara en Serbie. Elle est inscrite sur la liste des monuments culturels protégés de la République de Serbie (identifiant no SK 963),,,.

## Présentation
La maison Kovačević, construite au XIXe siècle, est typique des maisons en bois en deux parties : la kuća proprement dite, c'est-à-dire une pièce avec un foyer, et la soba, c'est-à-dire la « chambre », avec une cheminée, qui sert de une chambre d'amis ou de salle à manger d'hiver. L'une des pièces possède des murs bâtis avec des planches en bois, tandis que l'autre est constituée d'une ossature en bois avec un remplissage en torchis ; le sol de la kuća est en terre et celui de la soba est fait de briques empilées.
Elle est située dans une cour en pente au milieu d'un verger et est entourée d'une laiterie, d'un cellier et d'autres bâtiments auxiliaires caractéristiques des constructions agricoles de cette période[réf. nécessaire].
L'importance et la valeur de la maison sont renforcés par les biens culturels mobiliers qu'elle contient[réf. nécessaire].